# Georg Fleck
Carl Georg Fleck (* 28. August 1860 in Warschau; † 6. April 1930 in Dresden) war ein deutscher Bauingenieur. 

## Leben und Wirken
Er war der Sohn des Photographen Rudolf Fleck, der sich damals in Warschau aufhielt und dann mit der Familie nach Chemnitz zog. Nach dem Schulbesuch nahm er ein Ingenieursstudium auf. Nach einigen Berufsjahren in Mainz und in Waldheim wurde Fleck 1894 an die Hauptbauverwaltung in der sächsischen Residenzstadt Dresden versetzt. Von 1895 bis 1909 war er Stadtbaurat in Plauen im Vogtland und nahm dort u. a. den Bau der Friedensbrücke vor. 1912 wurde Fleck dann zum Stadtbaurat in Dresden gewählt. Für seine verdienstvolle Tätigkeit im Bauwesen wurde er von der Technischen Hochschule Dresden zum Ehrensenator ernannt.